# Curaçaos internationella flygplats
Curaçaos internationella flygplats är den enda flygplatsen på Curaçao. Den har både civil och militär trafik. Militär verksamhet är främst territoriell bevakning av nederländska flygvapnet samt samarbete med USAF och DEA för spaning efter narkotikasmuggling.
Flygplatsen ligger ca 12 km från Willemstads centrum.
Ett tidigare namn på flygplatsen var Dr. Albert Plesman Airport. Alldeles bredvid flygplatsen som invigde nya terminaler 2006 finns Hato grottorna samt "glädjeanläggningen" Campo Alegre.

## Flygbolag
- Air Jamaica
- Aires
- American Airlines
- American Eagle
- Aserca Airlines
- Avianca
- Caribbean Sun
- Continental Airlines
- Dutch Antilles Express
- KLM Royal Dutch Airlines
- Surinam Airways
- Tui Airlines Netherlands

## Destinationer
- Amsterdam
- Barranquilla
- Bogotá
- Caracas
- Kingston
- Kralendijk
- Miami
- Montego Bay
- Newark
- Oranjestad
- Paramaribo
- Port of Spain
- Zanderij